# Dinteranthus
Genre
Classification phylogénétique
Dinteranthus Schwantes est un genre de plante de la famille des Aizoaceae.
Dinteranthus Schwantes, in Z. Sukkulentenk. 2: 184 (1926)
Type : Dinteranthus microspermus (Dinter & Derenberg) Schwantes (Mesembryanthemum microspermum Dinter & Derenberg) ; Lectotypus [Schwantes, in Z. Sukkulentenk. 3: 105 (1927)]

## Liste des sous-genres
- Dinteranthus subgen. Dinteranthus
- Dinteranthus subgen. Lapidaria Dinter & Schwantes

Synonymie : Lapidaria (Dinter & Schwantes) N.E.Br.

## Liste des espèces
- Dinteranthus inexpectatus Schwantes
- Dinteranthus margaretae Schwantes
- Dinteranthus microspermus Schwantes
- Dinteranthus pole-evansii Schwantes
- Dinteranthus puberulus N.E.Br.
- Dinteranthus punctatus L.Bolus
- Dinteranthus vanzylii (L.Bolus) Schwantes
- Dinteranthus wilmotianus L.Bolus